# 1875년 페이지 법
1875년 페이지 법(Page Act of 1875, Sect. 141, 18 Stat. 477, 1873년~1875년 3월)은 미국에서 최초로 이민을 제한한 법이며, ‘부적절하다’고 여긴 이민자들의 입국을 금지시켰다. 이 법은 아시아에서 미국으로 강제노동을 하기 위해 온 이민자들, 성매매에 종사하는 아시아계 여자들, 그리고 자신들의 나라에서 범죄로 기소된 모든 이들을 ‘부적절하다’고 분류했다.
이 법은 값싼 중국인 노동자와 부도덕한 중국 여자들의 위험을 종식시키기 위해 후원자 공화당 하원의원 호레이스 F. 페이지의 이름을 따서 지었다. 〈페이지 법〉은 쿨리 노동자에 반대해서 벌금을 2천 달러까지 부과함으로써, 그리고 중국이나 일본 그리고 기타 아시아 국가들로부터 자유롭고, 자발적인 의사가 아닌 계약 조건을 이행할 목적으로 미국에 온 사람을 최대 1년간 금고형에 처함으로써 금지를 강화하였다.  그러나 이러한 조항들은 당시로는 그다지 실효성이 없었다. 반면, 아시아계 여성 이민자들에 대한 장벽은 심하게 강제되어 입국하려는 모든 아시아 여자들, 특히 중국인에 장벽이 되었다.

## 배경
미국으로 온 최초의 중국인 이민자들은 압도적으로 남성이 다수였다. 그들 대다수가 캘리포니아 골드러시의 일부로 1848년 도착하기 시작했다. 그들은 미국에서 돈을 벌어서, 고국으로 돌아가려 하였다. 그래서 절반 이상이 아내와 가족을 가지고 있었고, 그들은 중국에 남겨졌다. 그러나 중국인의 가능성을 제한하는 1852년 법에서 반 중국 정서가 이미 발견되고 있었다. 캘리포니아주 정부는 중국 남성이 장기 계약 하에 근로를 해야한다고 여겼다. 실제로 미국에 온 이민자들은 쿨리가 아니었지만, 중개인으로부터 돈을 빌려서 여행경비를 마련하고, 처음 얻은 직장에서 돈을 되갚으며 이자를 내는 것이었다. 아내에게 보낼 충분한 돈은 없었지만, 중국인 남성 이민자 사회를 대상으로 한 성매매 산업이 발전했고, 샌프란시스코에 살고 있는 백인 미국인들에게 심각한 이슈가 되었다. 비록 미국 서부에는 많은 국적의 창부가 흔했지만, 중국인 여성 이민자들을 겨냥한 법이 만들어졌다. 중국인 배척을 지지하는 많은 사람들은 팔려왔거나, 납치되어 온 가난한 중국 소녀의 경험과 필요성에 대해 우려를 한 것이 아니라 백인 남성, 백인 가정, 그리고 백인에 의해 건설된 국가에 의한 운명을 우려한 것이었다.  중국인 남성 인력은 돈을 버는 백인의 남성의 능력에 해를 끼쳤고, 중국 여성은 백인 남성에게 성병과 부도덕을 유발한 것이다. 중국인 쿨리나 중국 창부는 노예제도와 연계되었고, 노예제도와 비자발적 강제노동이 1865년 폐지되었을 때, 그것은 그들을 향한 미국인의 악의를 부추겼다. 남성 노동자들은 반중국인 운동의 핵심이었다. 그래서 그들은 의회 의원들이 이민으로부터 중국 남성을 배척하는데 집중하기를 기대했지만, 대신 그들은 일부일처에의 미국 제도를 보호하기 위해 여성에게 집중했다. 따라서 페이지 법이 적용되는 동안 중국에서 미국으로 입국한 다수의 남성 이민자들의 수는 이전 7년을 추월했다. 이러한 것은 1882년 중국인 배척법이 통과되기 전까지 계속되어 적어도 3만이 입국했지만, 여성 인구는 1870년에 6.4%에서 1880년에는 4.6%로 떨어졌다.
게다가,